# 1В119 «Реостат»
Машина 1В119 «Реостат» — радянський і російський пересувний пункт розвідки та управління вогнем артилерії. Сконструйований на базі БТР-Д.
Машина 1В119 зазвичай використовується у підрозділах повітрянодесантних військ та морській піхоті для управління вогнем самохідної артилерійської установки 2С9 «Нона-С» та її модифікацій.

## Опис конструкції
Машина 1В119 має гідропневматичну незалежну підвіску зі змінним кліренсом, на корпусі є амбразури для ведення вогню з особистої зброї. Для ефективного керування вогнем артилерії є танкова навігаційна апаратура ТНА-4, артилерійська бусоль ПАБ-2А, артилерійський квантовий далекомір ДАК-1, нічний прилад для спостереження ННП-21, прилад управління вогнем ПУО-9.
Час готовності до відкриття вогню з маршу становить 10 хвилин.

### Засоби спостереження та зв'язку
Радіостанції: в машині Р-123М, переносна Р-107М або Р-159 для пізніх серій. Телефонний апарат ТА-57.

## Модифікації
- 1В119 — базовий варіант
- 1В119-1 — відрізняється сучаснішим набором бортового обладнання

## Оператори
- СРСР — 60 одиниць 1В119 в зоні «до Уралу», станом на 1991 рік[4], перейшли до держав, що утворилися після розпаду.
- Росія
- Україна —  10+ одиниць, станом на 2023 р.[джерело?]

## Бойове застосування
Друга російсько-чеченська війна

### Російсько-українська війна

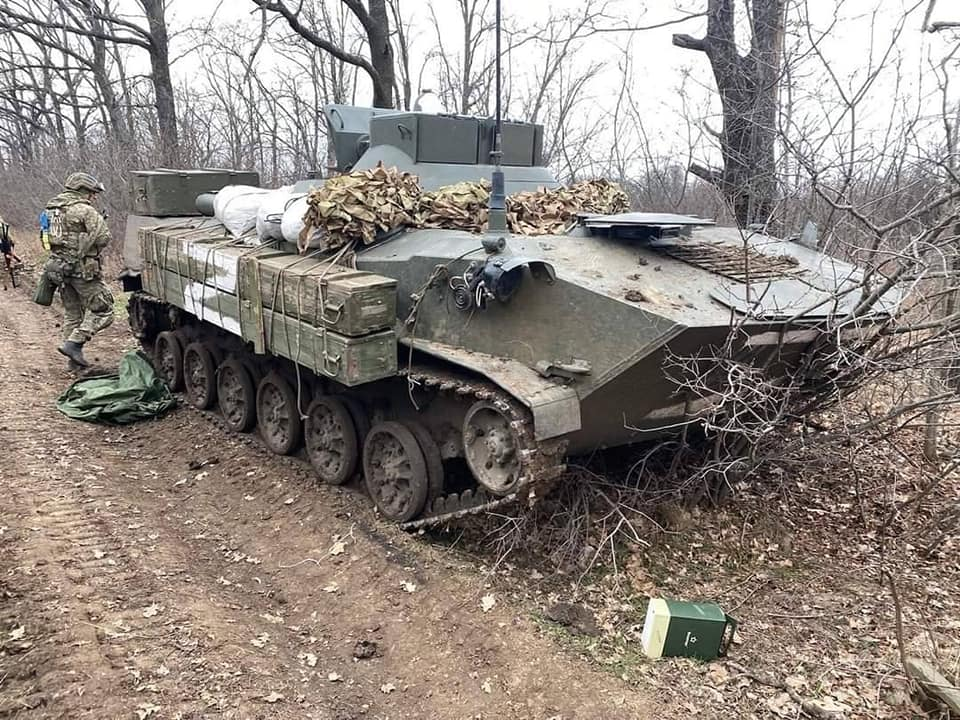
Покинута на території України російська 1В119 «Реостат» із літерою Z

Російсько-українська війна (з 2014) (Російське вторгнення в Україну (2022)). 8 березня 2022 року Генеральний штаб Збройних сил України опублікував фото покинутої на території України 1В119 «Реостат» із характерною літерою Z, якою позначена техніка Збройних сил Російської Федерації, що бере участь у вторгнені.